# Philippe Blanchon
Pour les articles homonymes, voir Blanchon (homonymie).
Philippe Blanchon, écrivain et poète français né le 8 novembre 1967 à Saint-Étienne, en France.

## Biographie

### L’écrivain
Il a commencé un travail dans la fiction expérimentale entre 1983 et 1986 avant de se consacrer principalement à la poésie.
La rencontre avec l'œuvre de Roger Van Rogger sera déterminante. Marqué par les vastes projets romanesques (Marcel Proust, James Joyce, Malcolm Lowry et Robert Musil), par les poètes russes et américains (Vélimir Khlebnikov, Vladimir Maïakovski, William Carlos Williams et Louis Zukofsky) et inlassable relecteur de Guillaume Apollinaire, il travaille essentiellement depuis 1993 à un même cycle poétique, les Motets, composé de sept volumes.
En 2005, il publie La nuit jetée aux éditions Comp'Act, dans la collection « Le Manifeste », collection à l'origine aux Éditions du Rocher. En 2009, Capitale sous la neige est publié par les éditions L'Act Mem. Suivra Le livre de Martin en 2011.
À propos de La nuit jetée, Mathieu Bénézet a écrit : « Qui est Jean ou Jan ? Je songe à celui " sans terre ", mais ici le poème-narration envahit la ville comme il occupe verticalement l'espace de la page. De cette attitude-debout, attitude de chevalerie, de combat pour l'amour et la guerre, se dessine le destin de la poésie, le " déluge fixé " d'une litanie dont le chant " brouillé par la vitesse " ( brûlé? ) ravit. " Splendide percée " dans le corps contemporain de la poésie française — ce livre, martelé, martelant, nous vient d'ailleurs, entre mystère et merveille, dit l'auteur, entre bible et Cantos, Philippe Blanchon se dresse. " M'entendez-vous l'ami ? " écrit-il. Oui, je vous entends. Prenez place au Banquet. »
À propos du Livre de Martin, Philippe Di Meo a écrit : « Philippe Blanchon nous propose un recueil dont l'ambition détonne dans le cadre de la poésie française contemporaine. À contre-courant des préjugés de l'heure - ceux de l'intimisme, de l'exsangue, ou du procédé refermé sur lui-même - de la plupart de ses collègues, il entend tout à la fois rendre compte de la démesure de l'espace à travers un lieu, appréhendés l'un et l'autre dans les mailles bariolées du temps historique. [...] Le dynamisme du mot au vers et du vers au vers suivant, du poème à peine lu au poème à lire étonne. Ce même rythme ne contribue pas pour peu à la cohérence rhétorique et à la cohésion sémantique du recueil unitaire. Le ton puissamment assertorique se pose pour exposer.[...] Avec brio, dans son geste récapitulatif, le recueil se déporte de fait, et comme en passant, dans l'histoire stylistique de la poésie de tout un siècle pour en déduire ses figures : par imitation, induction, démarcation, réélaborations, citations, combinaisons - la liste demeure seulement indicative - selon les nécessités d'un inventaire inventif dont l'originalité s'avère manifestement incontestable. »
Ses poèmes antérieurs ont été repris dans les volumes Le reliquat de santé et Janvier 47 poèmes [1987-1991].

### Le critique et le traducteur
Il a collaboré au Cahier Critique de Poésie (cipM / P.O.L.) de 2000 à 2014. Il a publié articles, traductions et préfaces chez différents éditeurs, dans différentes revues ou publications de centres d'art et musées : Éditions Interférences, Bernard Chauveau Éditeur, Éditions Al Dante, Les Presses du Réel, Éditions Le Dernier Télégramme, Villa Tamaris, Hôtel des Arts, Plein Chant (numéro E. E. Cummings), Nu(e) (numéro Andrea Zanzotto), Méthode ! (numéro Roger Van Rogger), The Scofield (numéro Conrad Aiken), Europe (numéro James Joyce), L'Étrangère, Art Press, Lignes, L'Infini, Réunion des musées nationaux, La Nouvelle Revue Française, etc.
À partir de 2017, il entreprend un travail critique autour du cinématographe. Il publie deux études dans L'Étrangère (La lettre volée), sur Robert Bresson et Alain Tanner. Il participe ensuite à trois collectifs, en 2019 et 2021 (La Nerthe) : Godard : De Manon Lescaut à Manon l'Écho, Chorus et Nippes avec Jacques Sicard, ainsi que Film de phrase, postfacé par Philippe Beck, avec Alain Jugnon et Jacques Sicard.
Il a notamment publié en volumes des traductions de James Joyce, Ezra Pound, T. S. Eliot, Katherine Mansfield, Ernest Hemingway, Conrad Aiken, William Carlos Williams et des traductions de poèmes de Francis Scott Fitzgerald, Arthur Gregor, Charles Reznikoff, Malcolm Lowry dans des revues ou des collectifs.
Il propose en 2012 la première édition et traduction du recueil Chamber Music de James Joyce selon l'ordre originel de l'auteur (1905) insistant sur la courbe narrative et émotionnelle que recèle cette version. À partir de ce travail, la compositrice Camille Pépin a créé une œuvre originale, au Théâtre Liberté, en mars 2017,.

### L’éditeur
Il a dirigé les revues et éditions Vingt et Un et La Termitière entre 1994 et 2003, ainsi que la collection Au Carré aux éditions Comp'Act en 2006.
De 2006 à 2016 il a dirigé les collections Classique et Petite Classique des Éditions de la Nerthe et a publié des inédits de Wallace Stevens, Herman Melville, Jean Legrand, Eugenio Montale, Italo Svevo, William Carlos Williams, E. E. Cummings et Les poèmes de Maximus de Charles Olson, entre autres.

## Publications

### Poésie
- Le reliquat de santé, La Courtine, 2005,  (ISBN 978-2848690476)
- La nuit jetée, Comp'Act, 2005,  (ISBN 978-2876613096)
- Capitale sous la neige, L'Act Mem, 2009,  (ISBN 978-2355130373)
- Janvier 47 poèmes, La Part Commune, 2009,  (ISBN 978-2844181787)
- Le livre de Martin, La Nerthe, 2010,  (ISBN 978-2916862200)
- Suites peintes de Martin, Exhibitions International/La Lettre Volée, 2016,  (ISBN 978-2873174613)
- Variations de Jan, La Barque, 2018,  (ISBN 978-2917504345)
- Fortune, Exhibitions International/La Lettre Volée, 2022,  (ISBN 978-2873175993)
- Rives de goudron — Fugues, L'extrême contemporain, 2023,  (ISBN 978-2493333131)
- Impromptu, Europe n°1141, 2024,  (ISBN 978-2351501375)
- Stefano dans les Marches, L'Angle Mort Éditions, 2025,  (ISBN 978-2957827787)

### Motets
Cycle poétique de l'auteur composé de sept livres avec des inédits :
- Motets[20], La Nerthe, 2015,  (ISBN 978-2916862941)

### Fiction
- Sous les marronniers de Venetie, Publie.net, 2013,  (ISBN 978-2814504981)

### Théâtre
- Trilogie [1990][21], La Nerthe, 2021,  (ISBN 978-2490774173)

### Essais et biographies
- Manifeste, Publie.net, 2009,  (ISBN 978-2814502727)
- James Joyce, une lecture amoureuse, Golias, 2012,  (ISBN 978-2354721862) Réédition revue et corrigée[22], La Nerthe, 2022,  (ISBN 978-2490774272)
- La victoire de Van Gogh, Golias, 2013,  (ISBN 978-2354722012)
- Althusser, Libération philosophique, politique et théologique, Golias, 2021,  (ISBN 978-2354722791)
- James Joyce, Les poèmes du Wake[23], La Nerthe, 2015,  (ISBN 978-2916862965)
- Gertrude Stein[24],[25],[26], Gallimard, 2020,  (ISBN 978-2072741937) Traduction turque par Şehsuvar Aktaş[27],[28],[29], Yapı Kredi Yayınları, 2022,  (ISBN 978-9750854088)

### Principales traductions
- James Joyce, Musique de chambre - Pomes Penyeach - Ecce Puer[30], La Nerthe, 2012,  (ISBN 978-2916862262)
- Conrad Aiken, La venue au jour d'Osiris Jones, La Nerthe, 2013,  (ISBN 978-2916862477)
- William Faulkner, Hélène : ma cour, suivi de Poèmes du Mississippi, La Nerthe, 2014,  (ISBN 978-2916862613)
- E. E. Cummings, Le personnel amour [Anthologie], La Rivière Échappée, 2014,  (ISBN 978-2908422337)
- Conrad Aiken, La chanson du matin de Lord Zéro, La Barque, 2014,  (ISBN 978-2917504147)
- James Joyce, Anna Livia Plurabelle[31], La Nerthe, 2016,  (ISBN 978-2916862897)
- Conrad Aiken, passager vers l'inconnu, NRF no 617, Gallimard, 2016,  (ISBN 978-2070178902)
- Carl Rakosi, Amulette, La Barque, 2018,  (ISBN 978-2917504307)
- Conrad Aiken, Le Cristal, La Barque, 2018,  (ISBN 978-2917504321)
- Malcolm Lowry, Chine, NRF no 631, Gallimard, 2018,  (ISBN 978-2072797453)
- Louis Zukofsky, Le Poème commençant par « la », La Nerthe, 2019,  (ISBN 978-2916862774)
- Malcolm Lowry, Peter Gaunt et les canaux, Babel Heureuse no 5, 2019,  (ISBN 978-2490774012)
- James Joyce, "Je ne voudrais la manquer pour rien au monde..." [Anthologie], La Nerthe, 2022  (ISBN 978-2490774180)
- Louis Zukofsky, Arise, arise[32], L'extrême contemporain, 2022  (ISBN 978-2493333025)
- Louis Zukofsky, Ferdinand, traduction et postface de Philippe Blanchon, préface de Pierre Parlant, Éditions Nous, 2024  (ISBN 978-2370841278)